# Černá řeka (přítok řeky Chehalis)
Černá řeka je přibližně 40 kilometrů dlouhá řeka s povodím o rozloze asi 370 km² v americkém státě Washington. Jejím zdrojem je Černé jezero nacházející se zhruba 5 kilometrů západně od města Tumwater v okrese Thurston. Odsud teče převážně jižním směrem, přes státní přírodní oblast Mima Mounds, odkud pokračuje na jihozápad kolem města Rochester do okresu Grays Harbor, kde na území indiánské rezervace kmene Čehalisů ústí do řeky Chehalis.
Obchodník s kožešinou John Work se v roce 1824 stal prvním, kdo řeku popsal: „Své jméno získala po barvě své vody. … Velké množství lososů v řece uhynulo a většina z přeživších sotva žije dále a nedaří se jim správný pohyb vodou.“
Osmikilometrový úsek řeky ihned po výtoku z Černého jezera je součástí rezervace Nisqually National Wildlife Refuge.